# ラーマスワーミー・ヴェンカタラーマン
ラーマスワーミー・ヴェンカタラーマン（英語: Ramaswamy Venkataraman、1910年12月4日 - 2009年1月27日)は、インドの弁護士、独立運動家、政治家。同国第8代大統領（在任：1987年7月25日 - 1992年7月25日）。財務大臣、国防大臣、内務大臣、副大統領を歴任した。

## 経歴
マドラス管区タンジョール地区のラジャマダム村で生まれた。彼は法律を学び、インドのマドラス高等裁判所と最高裁判所で実務を担当した。若い頃、彼はインド独立運動の活動家であった。彼は制憲議会および臨時内閣の議員に任命された。彼は国会議員に4回選出され、連邦財務大臣および国防大臣を務めた。1984年に第7代インド副大統領に選出され、1987年に第8代インド大統領に就任し、1987年から1992年まで大統領を務めた。
2009年1月27日午後14時30分、ニューデリーの陸軍病院で多臓器不全で98歳で死去した。